# Eustrotia olivina
Eustrotia olivina är en fjärilsart som beskrevs av Rothschild. Eustrotia olivina ingår i släktet Eustrotia och familjen nattflyn. Inga underarter finns listade i Catalogue of Life.